# United (Lied)
United (englisch für „vereint“) ist ein Lied des US-amerikanischen Musikers Prince Ital Joe, das er zusammen mit dem Rapper Marky Mark aufnahm. Der Song ist die zweite Singleauskopplung seines einzigen Studioalbums Life in the Streets und wurde am 11. April 1994 veröffentlicht.

## Inhalt
In United sprechen sich die beiden Musiker für mehr Liebe und Zusammenhalt statt Hass und Krieg auf der Welt aus. So berichtet Prince Ital Joe über Waffengewalt in Südafrika, die verarmte Jugend in seiner Heimat Dominica und den Mord an Peter Tosh in Jamaika. Die Verantwortlichen hierfür würden von Gott gerichtet werden. Dagegen lobt er Nelson Mandela, Bob Marley und Stevie Wonder, die sich für den Weltfrieden einsetzten. Marky Mark rappt über Gangkriminalität und Gewalt im Zuge des Kampfes um Macht und Geld auf den Straßen. Er beklagt das sinnlose Blutvergießen und fordert mehr Bildung für die Jugend. Der Refrain des Songs wird von einer Frau gesungen und macht den Wunsch auf eine bessere Zukunft deutlich.

“Maybe one day we’ll be united

And our love won’t be divided”

## Produktion
Das Lied wurde von den deutschen Musikproduzenten Alex Christensen und Frank Peterson produziert, die neben den beiden Künstlern auch als Autoren fungierten.

## Musikvideo
Bei dem zu United gedrehten Musikvideo führte der US-amerikanische Regisseur Scott Kalvert Regie. Es verzeichnet auf YouTube über 63 Millionen Aufrufe (Stand Mai 2025).
Im Video fahren Prince Ital Joe und Marky Mark in einem Mercedes-Benz 600 durch New York. Dabei sind verschiedene Orte und Menschen aus der Stadt zu sehen. Darunter befindet sich ein multiethnisches Liebespaar, von dem die Frau anfangs die gemeinsame Wohnung nach einem Streit verlässt, doch sich am Ende wieder mit ihrem Freund versöhnt.

## Single

### Covergestaltung
Das Singlecover zeigt Prince Ital Joe und Marky Mark, die den Betrachter mit ernstem Blick ansehen, wobei sie einen Faustgruß machen. Mitten im Bild befindet sich der weiße Schriftzug Prince Ital Joe feat. Marky Mark, während der Titel United kleiner, in Weiß, links darunter steht.

### Titelliste
1. United (Radio Edit) – 4:02
2. United (Extended Version) – 5:59
3. United (United Mix) – 5:29
4. In the 90’s – 3:17

### Chartplatzierungen
United stieg am 25. April 1994 auf Platz 88 in die deutschen Singlecharts ein und erreichte sieben Wochen später die Chartspitze, an der es sich fünf Wochen halten konnte. Insgesamt hielt sich der Song 23 Wochen lang in den Top 100, davon zwölf Wochen in den Top 10. Zudem erreichte die Single unter anderem in Österreich, Schweden, der Niederlande und der Schweiz die Top 10. In den deutschen Single-Jahrescharts 1994 belegte das Lied Position zwölf.
| ChartsChartplatzierungen     | Höchstplatzierung | Wochen |
| ---------------------------- | ----------------- | ------ |
| Deutschland (GfK)            | 1 (23 Wo.)        | 23     |
| Österreich (Ö3)              | 6 (12 Wo.)        | 12     |
| Schweiz (IFPI)               | 9 (21 Wo.)        | 21     |
| Vereinigtes Königreich (OCC) | 79 (4 Wo.)        | 4      |

| ChartsJahrescharts (1994) | Platzierung |
| ------------------------- | ----------- |
| Deutschland (GfK)         | 12          |
| Schweiz (IFPI)            | 38          |

### Verkaufszahlen und Auszeichnungen
United wurde noch im Erscheinungsjahr für mehr als 500.000 Verkäufe in Deutschland mit einer Platin-Schallplatte ausgezeichnet.
| Land/Region        | Auszeichnungen für Musikverkäufe (Land/Region, Auszeichnung, Verkäufe) | Verkäufe |
| ------------------ | ---------------------------------------------------------------------- | -------- |
| Deutschland (BVMI) | Platin                                                                 | 500.000  |
| Insgesamt          | 1× Platin ·                                                            | 500.000  |